# Pollegio
Pollegio (antiguamente en alemán Klösterli) es una comuna suiza del cantón del Tesino, ubicada en el distrito de Leventina, círculo de Giornico. Limita al noroeste con la comuna de Bodio, al norte con Semione, al este con Biasca, y al suroeste con Personico.